# Partit Democràtic Unit Harari
Partit Democràtic Unit Harari (Harari Democratic Unity Party HDUP) o Hadiyuppa, és una organització política dels hararis de la ciutat d'Harar, Etiòpia, oberta també als oromos i amhares que accepten la cultura harari.
El 1991 el poble harari o ge usu (o gey usu) va ser reconegut pel Govern de Transició d'Etiòpia i foren anomenats nació harari, representant als tradicionals habitants de la ciutat d'Harar dins les muralles. La Lliga Nacional Harari, formada poc abans a instàncies del Front Democràtic Revolucionari Popular Etíop, tenia l'encàrrec de representar els hararis. Es va reconèixer el dret harari sobre la ciutat emmurallada d'Harar i 360 km² a l'entorn. L'aliança exclusiva de la Lliga amb el Front Popular d'Alliberament de Tigre i el seu lideratge exclusivament harari van portar a tensions que van provocar el 1992 la divisió del partit i va sorgir el Partit Democràtic Unit Harari (conegut com a Hadiyuppa) de caràcter més transversal tot i que també de lideratge de majoria ge usu. Aquestes tensions van fer impossible la celebració de les eleccions del Consell Regional Provisional (1992) el Govern de Transició va entregar el poder a la Lliga, que va poder nomenar els membres del Consell (nomenant la totalitat amb membres de la Lliga), el que va garantir als hararis el poder regional almenys fins al 1995 i després l'establiment de la regió a la constitució d'Etiòpia i el seu control, ja que la població només coneixia la Lliga que havia exercit el poder fins aleshores.
No va aconseguir representació a cap de les eleccions en les que va prendre part. Posteriorment va agafar el nom de Partit Popular Democràtic Unit Harari, potser per la unió amb el Partit Popular Democràtic Harari (esmentat abans com Lliga Popular Democràtica Harari). El 2010 es va aliar a una altra organització d'oposició, l'Organització Democràtica Harari (HDO O Hadip); aquesta entitat fou coneguda com a aliança HPDUP-HADIP.